# Sport 6
Sport 6 (stylisée SP6RT) est une émission de télévision sportive de la chaîne française M6. Elle revient sur l'actualité du sport de la semaine. Sport 6 est diffusée le dimanche à 12h30 et 20h05.
L'émission a le même dispositif depuis 1989, calqué sur le 6 minutes : un montage uniquement composé de retransmissions sportives, sans présentateurs ou plateaux, et un éditorial critique, le « carton rouge ». Cette rubrique fait souvent réagir et parfois suscite la controverse de plusieurs acteurs sportifs,,.
La voix off qui présente l'émission est celle de Stéphane Tortora.
L'habillage fut renouvelé en 2003, 2006, 2015 et 2023.